# Polarfront

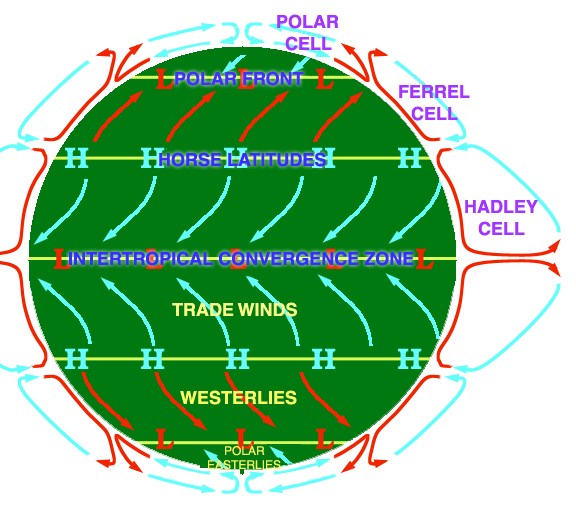
I övre delen av bilden syns polarfronten med flera lågtryck (L) som gränsar mellan den kalla luften norr om den och den varma söder om den.

Polarfronten är en gränszon mellan varm tropisk luft och kall polarluft, som sträcker sig i ett bälte runt jorden. Polarfronten förskjuts i nord-sydlig riktning beroende på årstid. På vintern ligger den närmare ekvatorn än på sommaren.
En stor andel av de lågtryck som kommer in över Skandinavien rör sig i polarfronten. Längs polarfronten pågår en slags kamp mellan de varma och de kalla luftmassorna. När den varma luften pressar på rör sig gränsytan norrut och tvärtom när den kalla luften trycker på mest. Jordens rotation gör att polarluften som strömmar mot ekvatorn tenderar att böja av västerut, medan tropikluften som rör sig mot någon av polerna böjer av österut.